# Graceland Too
Graceland Too was van 1990 tot 2014 een museum in Holly Springs in de Amerikaanse staat Mississippi. Het was gewijd aan de filmacteur en rock-'n-rollzanger Elvis Presley (1935-1977).

## Geschiedenis
Paul MacLeod opende het in 1990 met een collectie die hij tentoonstelde op twee verdiepingen van zijn huis. Hij vernoemde het museum naar het landgoed Graceland waar Elvis woonde en dat ook is ingericht als museum. Met zijn excentrieke persoonlijkheid was hij veel te zien in televisieprogramma's en er werd veel over hem geschreven in de media.
Na zijn overlijden op 14 juli 2014 werd het museum gesloten. De collectie werd via een veiling verkocht.

## Galerij
| Stukken uit het museum |
| Stukken uit het museum |